# Angiologie

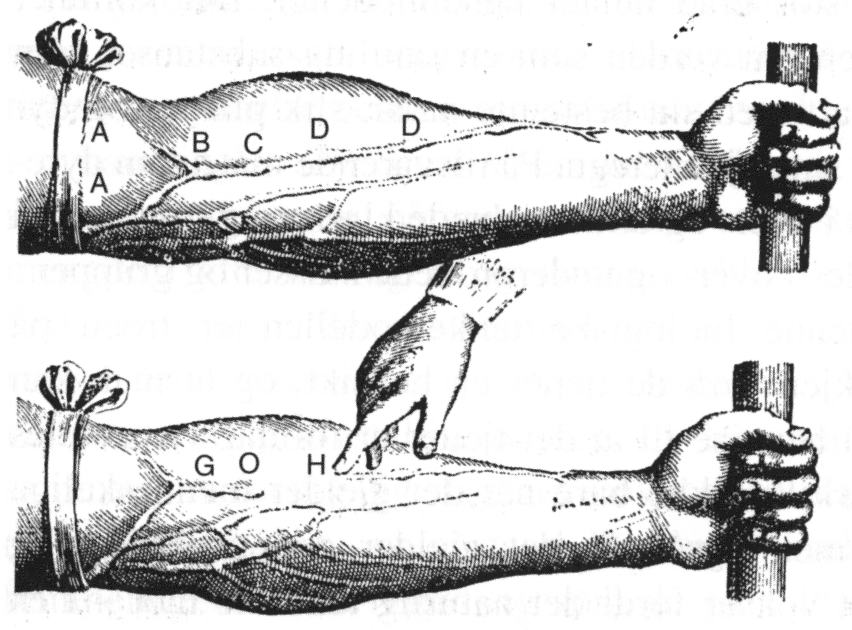
Povrchový žilní systém na předloktí

Angiologie je obor vnitřního lékařství zabývající se diagnostikou a nechirurgickou terapií onemocnění krevních a lymfatických cév. Specialista na angiologii se nazývá angiolog.

## Onemocnění
Angiolog se podílí, mnohdy ve spolupráci s odborníky z dalších oborů, na terapii těchto onemocnění:
- Aneurysma
- Ateroskleróza
- Bércový vřed
- Flebotrombóza
- Chronická žilní insuficience
- Ischemická choroba dolních končetin
- Ischemická choroba horních končetin
- Lymfedém
- Raynaudova nemoc
- Systémové vaskulitidy
- Varixy dolních končetin

## Požadované vzdělání angiologa v ČR
V souladu se zákonem č. 95/2004 Sb. O podmínkách získávání a uznávání odborné způsobilosti a specializované způsobilosti k výkonu zdravotnického povolání lékaře, zubního lékaře a farmaceuta může způsobilost získat pouze absolvent oboru všeobecné lékařství na lékařské fakultě absolvováním předatestační praxe zahrnující minimálně 24 měsíců interního základu na standardním interním oddělení a po splnění podmínek interního základu specializační praxe v délce minimálně 36 měsíců zahrnující vedle praxe na interním oddělení s kardiologickým a angiologickým zaměřením i stáže na odděleních diabetologie, cévní chirurgie, angiografie, na jednotce intenzivní angiologické péče a volitelně i dermatologie.